# Pulsnitz und Niederungsbereiche
Pulsnitz und Niederungsbereiche este o arie protejată (sit de importanță comunitară — SCI) din Germania întinsă pe o suprafață de 588,84 ha, integral pe uscat.

## Localizare
Centrul sitului Pulsnitz und Niederungsbereiche este situat la coordonatele 51°24′28″N 13°39′18″E / 51.4078°N 13.655°E.

## Înființare
Situl Pulsnitz und Niederungsbereiche a fost declarat sit de importanță comunitară în septembrie 2000 pentru a proteja 15 specii de animale.

## Biodiversitate
Situată în ecoregiunea continentală, aria protejată conține 6 habitate naturale: Lacuri eutrofice naturale cu vegetație de tip Magnopotamion sau Hydrocharition, Cursuri de apă de la nivel de câmpie la nivel montan, cu vegetație Ranunculion fluitantis și Callitricho-Batrachion, Liziere de ierburi înalte hidrofile de câmpie și de nivel montan până la alpin, Fânețe de joasă altitudine (Alopecurus pratensis, Sanguisorba officinalis), Păduri acidofile de stejar bătrân cu Quercus robur pe câmpii nisipoase, Păduri aluvionare cu Alnus glutinosa și Fraxinus excelsior (Alno-Padion, Alnion incanae, Salicion albae).
La baza desemnării sitului se află mai multe specii protejate:
- păsări (5): lăcar mare (Acrocephalus arundinaceus), ciocârlie-de-câmp (Alauda arvensis), pescăruș albastru (Alcedo atthis), prepeliță (Coturnix coturnix), nagâț (Vanellus vanellus)
- amfibieni (2): buhai de baltă cu burta roșie (Bombina bombina), triton cu creastă (Triturus cristatus)
- mamifere (2): castor (Castor fiber), vidră de râu (Lutra lutra)
- nevertebrate (2): phengaris nausithous (Maculinea nausithous), Ophiogomphus cecilia
- pești (4): zvârluga (Cobitis taenia), cicar (Lampetra planeri), țipar (Misgurnus fossilis), boarță (Rhodeus sericeus amarus)

Pe lângă speciile protejate, pe teritoriul sitului au mai fost identificate 3 specii de plante, 2 specii de amfibieni, 1 specie de nevertebrate.